# Luigi Caracciolo
Luigi Caracciolo, V duca di San Teodoro (Napoli, 1º novembre 1826 – Milano, 29 gennaio 1889), è stato un politico e militare italiano.
Fu nominato Senatore del Regno e combatté durante la terza guerra d'indipendenza.

## Ascendenza
|                                                 |                                                    |                                                                          | Genitori                                       |  |  | Nonni |  |  | Bisnonni                                  |  |  | Trisnonni                                   |  |
|                                                 |                                                    |                                                                          |                                                |  |  |       |  |  | Tommaso Caracciolo, I duca di San Teodoro |  |  | Tommaso Caracciolo, V marchese di Capriglia |  |
|                                                 |                                                    |                                                                          |                                                |  |  |       |  |  | Tommaso Caracciolo, I duca di San Teodoro |  |  | Tommaso Caracciolo, V marchese di Capriglia |  |
|                                                 |                                                    | Maria Alcantara Porras y Silva                                           |                                                |  |  |       |  |  | Tommaso Caracciolo, I duca di San Teodoro |  |  |                                             |  |
| Carlo Maria Caracciolo, III duca di San Teodoro |                                                    |                                                                          |                                                |  |  |       |  |  | Tommaso Caracciolo, I duca di San Teodoro |  |  |                                             |  |
|                                                 |                                                    | Maddalena Moles, duchessa di Parete                                      | Carlo Francesco Moles, duca di Parete          |  |  |       |  |  |                                           |  |  |                                             |  |
|                                                 |                                                    | Maddalena Moles, duchessa di Parete                                      | Carlo Francesco Moles, duca di Parete          |  |  |       |  |  |                                           |  |  |                                             |  |
|                                                 |                                                    | Maddalena Moles, duchessa di Parete                                      | Cecilia Petra                                  |  |  |       |  |  |                                           |  |  |                                             |  |
| Carlo Luigi Caracciolo, IV duca di San Teodoro  |                                                    | Maddalena Moles, duchessa di Parete                                      |                                                |  |  |       |  |  |                                           |  |  |                                             |  |
|                                                 |                                                    | Restaino Gioacchino di Tocco Cantelmo Stuart, V principe di Montemiletto | Leonardo di Tocco, IV principe di Montemiletto |  |  |       |  |  |                                           |  |  |                                             |  |
|                                                 |                                                    | Restaino Gioacchino di Tocco Cantelmo Stuart, V principe di Montemiletto | Leonardo di Tocco, IV principe di Montemiletto |  |  |       |  |  |                                           |  |  |                                             |  |
|                                                 |                                                    | Restaino Gioacchino di Tocco Cantelmo Stuart, V principe di Montemiletto | Camilla Cantelmo Stuart                        |  |  |       |  |  |                                           |  |  |                                             |  |
| Maria Luisa di Tocco Cantelmo Stuart            |                                                    | Restaino Gioacchino di Tocco Cantelmo Stuart, V principe di Montemiletto |                                                |  |  |       |  |  |                                           |  |  |                                             |  |
|                                                 |                                                    | Maria Maddalena d'Aquino di Caramanico                                   | Antonio d'Aquino, VIII principe di Caramanico  |  |  |       |  |  |                                           |  |  |                                             |  |
|                                                 |                                                    | Maria Maddalena d'Aquino di Caramanico                                   | Antonio d'Aquino, VIII principe di Caramanico  |  |  |       |  |  |                                           |  |  |                                             |  |
|                                                 |                                                    | Maria Maddalena d'Aquino di Caramanico                                   | Ippolita Pignatelli di Monteroduni             |  |  |       |  |  |                                           |  |  |                                             |  |
| Luigi Caracciolo, V duca di San Teodoro         |                                                    | Maria Maddalena d'Aquino di Caramanico                                   |                                                |  |  |       |  |  |                                           |  |  |                                             |  |
|                                                 | Giovanni Francesco de Luna, IV duca di Sant'Arpino | Alonso de Luna, III duca di Sant'Arpino                                  |                                                |  |  |       |  |  |                                           |  |  |                                             |  |
|                                                 | Giovanni Francesco de Luna, IV duca di Sant'Arpino | Alonso de Luna, III duca di Sant'Arpino                                  |                                                |  |  |       |  |  |                                           |  |  |                                             |  |
|                                                 | Giovanni Francesco de Luna, IV duca di Sant'Arpino | Barbara Pisani                                                           |                                                |  |  |       |  |  |                                           |  |  |                                             |  |
| Alonso Sanchez de Luna, V duca di Sant'Arpino   | Giovanni Francesco de Luna, IV duca di Sant'Arpino |                                                                          |                                                |  |  |       |  |  |                                           |  |  |                                             |  |
|                                                 |                                                    | Maria Teresa Rossi, III duchessa di Casal di Principe                    | Giuseppe Rossi, II duca di Casal di Principe   |  |  |       |  |  |                                           |  |  |                                             |  |
|                                                 |                                                    | Maria Teresa Rossi, III duchessa di Casal di Principe                    | Giuseppe Rossi, II duca di Casal di Principe   |  |  |       |  |  |                                           |  |  |                                             |  |
|                                                 |                                                    | Maria Teresa Rossi, III duchessa di Casal di Principe                    | Brianna Sanchez de Luna                        |  |  |       |  |  |                                           |  |  |                                             |  |
| Maria Teresa Sanchez de Luna                    |                                                    | Maria Teresa Rossi, III duchessa di Casal di Principe                    |                                                |  |  |       |  |  |                                           |  |  |                                             |  |
|                                                 |                                                    | Tommaso d'Avalos d'Aquino d'Aragona, XI marchese del Vasto               | Diego d'Avalos, X marchese del Vasto           |  |  |       |  |  |                                           |  |  |                                             |  |
|                                                 |                                                    | Tommaso d'Avalos d'Aquino d'Aragona, XI marchese del Vasto               | Diego d'Avalos, X marchese del Vasto           |  |  |       |  |  |                                           |  |  |                                             |  |
|                                                 |                                                    | Tommaso d'Avalos d'Aquino d'Aragona, XI marchese del Vasto               | Eleonora Acquaviva                             |  |  |       |  |  |                                           |  |  |                                             |  |
| Maria Giovanna d'Avalos d'Aquino d'Aragona      |                                                    | Tommaso d'Avalos d'Aquino d'Aragona, XI marchese del Vasto               |                                                |  |  |       |  |  |                                           |  |  |                                             |  |
|                                                 |                                                    | Francesca Caracciolo di Torella                                          | Nicola Caracciolo, duca di Lavello             |  |  |       |  |  |                                           |  |  |                                             |  |
|                                                 |                                                    | Francesca Caracciolo di Torella                                          | Nicola Caracciolo, duca di Lavello             |  |  |       |  |  |                                           |  |  |                                             |  |
|                                                 |                                                    | Francesca Caracciolo di Torella                                          | Faustina de Cardenas                           |  |  |       |  |  |                                           |  |  |                                             |  |
|                                                 |                                                    | Francesca Caracciolo di Torella                                          |                                                |  |  |       |  |  |                                           |  |  |                                             |  |